# Porto Moniz (freguesia)
Porto Moniz es una freguesia portuguesa del concelho de Porto Moniz, con 21 km² de superficie y 1.700 habitantes (2001). Su densidad de población es de 81,0 hab/km². Su principal actividad económica es la agricultura. 